# サイレンス・レコード
サイレンス・レコード（Silence Records AB）は、スウェーデンのヴェルムランド地方のコッポム郊外にあるレコードレーベルである。
サイレンスは1970年にストックホルムでスタートし、ボ・ハンソン、Philemon Arthur and the Dung、サムラ・ママス・マンナ、その他のとりわけプログレッシブ・ロックに携わるアーティストによってレコードがリリースされた。1977年に、サイレンスは、Twice a Man、エバグローン、Dag Vag、ヘラコプターズ、Eldkvarn、ケントというようなアーティストやバンドが数々のアルバムをレコーディングした、学校を改築してできたヴェルムランドの新しいスタジオに移転した。現在、サイレンスと契約している著名なアーティストは、Bob Hund、Sci-Fi SKANE、およびFint Tillsammansとなっている。
サイレンスはまた、Svenska oberoende musikproducenter（スウェーデン・インディーズ・音楽プロデューサーズ）に含まれる、より大きなレコード・レーベルのひとつとなっている。